# Ceratozamia chimalapensis
{{#ifeq:0|0|{{#if:|{{#if:Ceratozamiachimalapensis|[[]}}|}}}}
Ceratozamia chimalapensis — вид голонасінних рослин класу саговникоподібні (Cycadopsida).
Видова назва стосується лісу Chimalapas.

## Опис
Ця рослина середнього розміру з циліндричним стовбуром довжиною 20–100 см, шириною 18–33 см. Перисті листки, до 244 см, складаються з 29–68 пар фрагментів, які чергуються на основі хребта. Молоді листки білі й волосаті, в той час як зрілі листки голі й темно-зелені. Чоловічі шишки прямостоячі, світло-жовті, довжиною 28–33 см і 3–5 см в діаметрі. Жіночі шишки циліндричні, довжиною 35–40 см, шириною від 7,3 до 10,6 см, темно-коричневі. Насіння яйцеподібне, довжиною 2,5–2,9 см, шириною 1,5–1,7 см, бежевого кольору при дозріванні. Диплоїдний набір — 8 пар хромосом.

## Поширення, екологія
Цей вид поширений в західній Сьєрра-Мадре-де-Чіапас, Мексика. Він росте в дубових лісах на глинистих ґрунтах бідних гумусом, на висотах від 270 до 1000 м.

## Загрози та охорона
Популяції знаходяться під загрозою пожеж, які, починаючи з кінця 90-х років, спустошили ліси Мексики. Ці пожежі, викликані дуже сухими сезонами через наявність ЕльНіньо. Додаткова загроза для цих рослин представлена збезлісенням через перетворення землі в пасовища і кавові плантації.